# Понтификален съвет за култура
Понтификалният съвет за култура (на латински: Pontificium Consilium de Cultura) е институция във Ватикана, създадена на Втория Ватикански събор. Тя се занимава с отношенията с различните култури.